# Eurithia mesnili
Eurithia mesnili là một loài ruồi trong họ Tachinidae.